# Alexandru Vlahuță
Alexandru Vlahuță (ur. 5 września 1858 w mieście Pleșești, dziś Alexandru Vlahuță, zm. 19 listopada 1919 w Bukareszcie) – rumuński pisarz oraz członek Akademii Rumuńskiej. Tworzył poezje oraz realistyczne nowele o silnych akcentach krytyki społecznej. Na jego koncie znajduje się również powieść obyczajowa.